# Polonia Wrocław
Polonia Wrocław – polski klub piłkarski z siedzibą we Wrocławiu, założony w 1946 roku.
W klubie działały dawniej m.in. sekcje boksu (1946-1962), lekkiej atletyki (1948-50), siatkówki (mężczyzn i kobiet 1947-49, mężczyzn 1967-68), tenisa stołowego (1963-1968), piłki ręcznej (1948-1950), kolarstwa (1947-58), brydża sportowego (1973-1994) i Kick-Boxingu (1991-1992).

## Historia
Początki klubu sięgają 1946 r., kiedy to grupa pracowników Warsztatów Mechanicznych Nr 9 Zakładów Naprawczych Taboru Kolejowego we Wrocławiu założyła Klub Sportowy "Warsztatowiec" z sekcjami piłki nożnej i szachów. Pierwszym Prezesem został P. Stefan Zasada. W 1947 r. na krótko połączono KS "Warsztatowiec" z KS PKS "Odra". W 1947 r. nastąpiła reorganizacja sportu kolejarskiego i KS "Warsztatowiec" zmienił nazwę na Koło Sportowe Nr 9 "Kolejarz". Opiekę nad kołami sportowymi na Dolnym Śląsku przejął Zarząd Okręgu Związku Zawodowego Kolejarzy (ZZK). Powstało wówczas sześć nowych sekcji, m.in. siatkówki kobiet i mężczyzn, kolarska i turystyczna. Często koło współpracowało z KS PKS "ODRA": łączono sekcje sportowe, korzystano wspólnie ze stadionu sportowego DOKP przy ul. Na Niskich Łąkach. 
W 1958 r. rozpoczął się nowy etap w historii klubu. Na Walnym Zebraniu uchwalono przemianowanie Koła Sportowego Nr 9 "Kolejarz" na Kolejowy Klub Sportowy "POLONIA". W powołaniu klubu brało udział 25 osób, w tym między innymi: Stefan Bryła, Kazimierz Danielewicz, Józef Jasiński, Andrzej Gil, Eugeniusz Matejczuk, Julian Pielechaty, Tadeusz Płatek, Stanisław Szyber, Antoni Stadnicki, Tadeusz Zieliński.
W 2015 r. w KKS Polonia Wrocław zarejestrowanych było 231 zawodników piłki nożnej. Poza kadrą seniorów, klub prowadzi także szkolenie młodzieży w następujących kategoriach wiekowych: bambinis, żak, orlik, młodzik, trampkarz, junior młodszy i junior starszy. W ramach szkolenia organizowane są turnieje, półkolonie i obozy sportowe, a także treningi specjalistyczne dla bramkarzy. Treningi odbywają się zwykle na stadionie piłkarskim i hali "Oławka" przy ul. Niskie Łąki 8. Kilku młodych, uzdolnionych zawodników Polonii Wrocław zakwalifikowało się do Akademii Młodych Orłów Polskiego Związku Piłki Nożnej.

## Sukcesy
- 1993/94 – III liga, grupa wrocławska – miejsce 13.

## Występy ligowe
- 2003/04 – Klasa B, grupa Wrocław IX – miejsce 1.
- 2004/05 – Klasa A, grupa Wrocław I – miejsce 9.
- 2005/06 – Klasa A, grupa Wrocław I – miejsce 14.
- 2006/07 – Klasa B, grupa Wrocław XI – miejsce 10.
- 2007/08 – Klasa B, grupa Wrocław XI – miejsce 3.
- 2008/09 – Klasa B, grupa Wrocław XI – miejsce 1.
- 2009/10 – Klasa A, grupa Wrocław I - miejsce 3.
- 2010/11 - Klasa A, grupa Wrocław II - miejsce 1.
- 2011/12 – Klasa okręgowa, grupa: Wrocław – miejsce 11.
- 2012/13 - Klasa okręgowa, grupa: Wrocław - miejsce 3.
- 2013/14 - Klasa okręgowa, grupa: Wrocław - miejsce 15.
- 2014/15 - Klasa A, grupa Wrocław IV - miejsce 5.
- 2015/16 - Klasa A, grupa Wrocław III - miejsce 4.
- 2016/17 - Klasa A, grupa Wrocław III - miejsce 11.
- 2017/18 - Klasa A, grupa Wrocław III - miejsce 2.
- 2018/19 - Klasa A, grupa Wrocław III - miejsce 7.
- 2019/20 - Klasa A, grupa Wrocław IV - miejsce 7.
- 2020/21 - Klasa A, grupa Wrocław III - miejsce 3.
- 2021/22 - Klasa A, grupa Wrocław III - miejsce 8.
- 2022/23 - Klasa A, grupa Wrocław III - miejsce 14.

- 2023/24 - Klasa B, grupa Wrocław IX - miejsce 4

- Dane o drużynach KKS Polonia Wrocław z systemu Extranet-PZPN aktualizowane przez Dolnośląski Związki Piłki Nożnej